# Hydropsyche doctersi
Hydropsyche doctersi är en nattsländeart som beskrevs av Georg Ulmer 1951. Hydropsyche doctersi ingår i släktet Hydropsyche och familjen ryssjenattsländor. Inga underarter finns listade i Catalogue of Life.